# Corydalis crassissima
Corydalis crassissima är en vallmoväxtart som beskrevs av Venceslas Victor Jacquemont och Jacques Cambessèdes. Corydalis crassissima ingår i släktet nunneörter, och familjen vallmoväxter. Inga underarter finns listade i Catalogue of Life.